# 田端信号場駅
田端信号場駅（たばたしんごうじょうえき）は、東京都北区東田端二丁目にある日本貨物鉄道（JR貨物）の駅である。東北本線所属。かつては同線と貨物支線（北王子線）の分岐駅でもあった。
営業キロ設定上、東日本旅客鉄道（JR東日本）の田端駅と同一地点とみなされる。常磐線貨物支線（三河島駅方面）や山手貨物線からも進入が可能である。

## 歴史
- 1896年（明治29年）：田端駅開業。
- 1917年（大正6年）：田端駅貨物操車場にハンプが設置される[1]。
- 1961年（昭和36年）2月17日：田端駅の貨物設備を分離する形で、田端操駅（たばたそうえき）として開業[2]。営業範囲は「貨物（ただし、活魚と一塩のものを含む鮮魚の到着貨物は取り扱わない）」であり[2]、操車場も田端操駅に移管された。
- 1974年（昭和49年）10月1日：小荷物の取扱を開始[3]（一般駅となる）。
- 1975年（昭和50年）1月31日：秋葉原駅 - 田端操駅間の貨物運輸営業が廃止となる[4]。
- 1978年（昭和53年）10月2日：小荷物の取扱を廃止[5]（貨物駅に戻る）。
- 1984年（昭和59年）2月1日：コンテナ貨物の取扱を廃止し、営業範囲を「車扱貨物（活鮮魚（一塩のものを含む。）の到着を除く。）」へ改正する[6]。
- 1986年（昭和61年）11月1日：車扱貨物の取扱も廃止され、田端操駅は田端操車場に降格となる[7]。
- 1987年（昭和62年）4月1日：国鉄分割民営化により、JR貨物の駅となる。同時に北王子線の起点駅となる。
- 1989年（平成元年）6月22日：車扱貨物の取扱を再開し、田端操駅として臨時駅に昇格。
- 1990年（平成2年）3月10日：コンテナ貨物の取扱を再開。
- 1990年（平成2年）4月1日：臨時でない貨物駅に格上げ。
- 1996年（平成8年）3月16日：コンテナ貨物の取扱を廃止。
- 2001年（平成13年）4月：コンテナ貨物の取扱を再々開。
- 2007年（平成19年）3月18日：コンテナ貨物、臨時を除く車扱貨物の取扱を廃止。
- 2011年（平成23年）3月12日：田端信号場駅に改称[8]。
- 2014年（平成26年）
  - 3月14日：日本製紙の専用線貨物取扱終了に伴い、北王子線の運輸営業終了[9]。
  - 7月1日：北王子線が廃止[9]。

## 駅概要
田端駅付近の6本の着発線と上中里駅付近から王子駅付近にかけて伸びる1本の着発線（山手着発線）を通路線が結ぶかたちで2km弱に亘る長い構内をもつ地上駅。構内にはその他、仕訳線（留置線）と田端運転所南部機留線があり、東北新幹線の車両基地である東京新幹線車両センター（上一運）とすぐ隣合せの位置関係になっている。なお田端機関区も併設されているが、こちらはJR貨物の乗務員基地であり、構内があるわけではない。
上中里駅付近では大崎駅方面からの山手貨物線と合流し、反対に田端駅付近の構内南端から先に進むと常磐貨物線となって三河島駅で日暮里駅からの常磐線と合流する。常磐貨物線の起点および山手貨物線の終点であるとともに東北貨物線の事実上の起点になっており、田端信号場駅総合事務所付近の着発1番線にある甲号距離標には「7k110m東北貨物」「0k000m常磐貨物」と併記されている。北王子線（2014年3月運転終了）は構内北端から分岐していた。
田端信号場駅はかつて田端操車場や田端操駅と呼ばれ、日本で最も歴史のある貨物操車場の1つとして鉄道貨物輸送に大きく貢献したが、鉄道貨物輸送自体の衰退、コンテナ輸送やフレートライナー方式導入などの近代化・合理化、そして武蔵野線や武蔵野操車場開業による都心バイパスルートの確立により取扱車数が減少する中、東京まで延伸する東北新幹線の車両基地として構内用地の大半が切換えられたことで、操配設備の規模を大幅に縮小して現在に至っている。新幹線車両基地が完成したのは1985年のことで、かつて東海道・東北・中央・常磐各方面への方向別仕訳線だったエリアや山手貨物線、東北貨物線方面への出発線があったエリアが、収容線や入出区線にあてられた。これは構内全面積約28万㎡のうち約46%にあたる13万㎡が新幹線基地に切換えられた大規模工事であった。
また、現在のJR東日本首都圏本部ビル付近には、かつて1面のコンテナホームがあった他、東北本線（尾久廻り）の高架線東側には日本運輸倉庫株式会社東京食品事業所の荷役線があり、有蓋車やコンテナを積んだコンテナ車が乗り入れていた。1975年頃までは、主に秋葉原貨物駅との連絡用として、常磐線の日暮里駅とを結ぶ単線の連絡線もあり、三河島駅へ向かう貨物線と合わせてデルタ線を構成していた。

## 操車場設備
田端信号場駅は田端操車場（たばたそうしゃじょう）と呼ばれ、1961年からは田端操駅を名乗っていた。日本において初めてハンプヤードを設けた近代的な操車場であった。操車にはヘムシュー（制動靴）という制動ブロックによる制御が行われていた他、圧縮空気などを用いて制御するカーリターダを実用化された。

## 利用状況
近年の年間発着トン数は下記の通り。
| 年度   | 総数       | 総数       | 車扱貨物   | 車扱貨物   | コンテナ貨物 | コンテナ貨物 | 出典   |
| 年度   | 発送トン数 | 到着トン数 | 発送トン数 | 到着トン数 | 発送トン数   | 到着トン数   | 出典   |
| ------ | ---------- | ---------- | ---------- | ---------- | ------------ | ------------ | ------ |
| 1990年 | 81,610     | 88,973     | 81,600     | 83,338     | 10           | 5,635        | [ 13 ] |
| 1991年 | 105,648    | 108,362    | 105,648    | 108,362    |              |              | [ 14 ] |
| 1992年 | 125,792    | 129,996    | 125,792    | 129,996    |              |              | [ 15 ] |
| 1993年 | 110,464    | 114,343    | 110,464    | 114,343    |              |              | [ 16 ] |
| 1994年 | 89,344     | 93,801     | 89,344     | 93,801     |              |              | [ 17 ] |
| 1995年 | 78,368     | 80,549     | 78,368     | 80,549     |              |              | [ 18 ] |
| 1996年 | 72,576     | 76,156     | 72,576     | 76,156     |              |              | [ 19 ] |
| 1997年 | 62,640     | 68,976     | 62,640     | 68,976     |              |              | [ 20 ] |
| 1998年 | 17,648     | 20,303     | 17,648     | 20,303     |              |              | [ 21 ] |
| 1999年 | 10         | 9,795      | 10         | 9,795      |              |              | [ 22 ] |
| 2000年 | 30         | 20,000     | 30         | 20,000     |              |              | [ 23 ] |
| 2001年 | 55         | 22,250     | 55         | 22,250     |              |              | [ 24 ] |
| 2002年 | 45         | 24,670     | 45         | 24,670     |              |              | [ 25 ] |
| 2003年 | 65         | 20,520     |            |            | 65           | 20,520       | [ 26 ] |
| 2004年 |            | 400        |            | 400        |              |              | [ 27 ] |
| 2005年 |            |            |            |            |              |              | [ 28 ] |
| 2006年 |            | 400        |            | 400        |              |              | [ 29 ] |
| 2007年 |            | 400        |            | 400        |              |              | [ 30 ] |
| 2008年 |            |            |            |            |              |              | [ 31 ] |
| 2009年 |            | 1,200      |            | 1,200      |              |              | [ 32 ] |
| 2010年 |            | 5,200      |            | 5,200      |              |              | [ 33 ] |
| 2011年 |            |            |            |            |              |              | [ 34 ] |

## 駅周辺
- JR東日本東京支社ビル
- 尾久車両センター
- 東京新幹線車両センター
- ホテルメッツ田端（ジェイアールエフ・ホテル）
- 田端アスカタワー
- マルエツ田端店

## 隣の駅
東日本旅客鉄道（JR東日本）
山手貨物線
池袋駅 - 田端信号場駅
東北貨物線
田端信号場駅 - 赤羽駅
常磐線
田端信号場駅 - 三河島駅

### かつて存在した路線
日本貨物鉄道（JR貨物）
東北本線（北王子線）
田端信号場駅 - 北王子駅